# HMS Campania (D48)
Pour les autres navires du même nom, voir HMS Campania.
Le HMS Campania est un porte-avions d'escorte de classe Nairana converti à partir d'un cargo, en service dans la Royal Navy à partir de 1944.

## Conception
Le Campania fait partie, avec les Vindex et Nairana, d'un ensemble de trois cargos achevés comme porte-avions d'escorte. Regroupés sous le nom de classe Nairana, ils seront achevés entre fin 1942 et début 1944.
Le Campania est mis sur cale en tant que navire marchand le 12 août 1941 aux chantiers Harland & Wolff de Belfast (Irlande du Nord), et est réquisitionné par l'Amirauté le 29 septembre 1942 pour conversion en porte-avions d'escorte qui prend fin en mars 1944. Équipé d'un hangar de 60,35 x 19,20 x 5,33 mètres avec un ascenseur à l'arrière de 13,71 x 10,36 mètres, il n'a pas de catapulte mais dispose de 4 brins d'arrêt de 15 500 livres à 60 nœuds pour un pont d'envol en acier doux de 156,97 x 21,33 mètres. Il emporte un groupe aérien de quatre à dix-neuf avions en fonction des périodes. Celui-ci est composé de Swordish, de Wildcat, ou de Fulmar. Il transporte également 52 000 gallons Avgas (Aviation Gasoline Spirit — essence pour avions).

## Historique
Après sa mise en service opérationnel, le Campania rejoint la Clyde le 8 mars 1944 pour mise au point. Un mois plus tard, le 16 avril 1944, il est retour à Belfast pour une rectification des défauts de machine qui finira le 23 mai.
Le 3 juin 1944, il est affecté au Western Approaches Command où il est déployé avec les Swordfish, les Fulmar et les Wildcat du 813 Naval Air Squadron (en) (Fleet Air Arm), partant pour des opérations de couverture des convois OS 79, KMS 53, SL 160 et MKS 51. En juillet et août, il couvre les convois OS 82, KM 56, SL 163, MKS 54, OS 85, KMS 59, SL 166 et MKS 57.

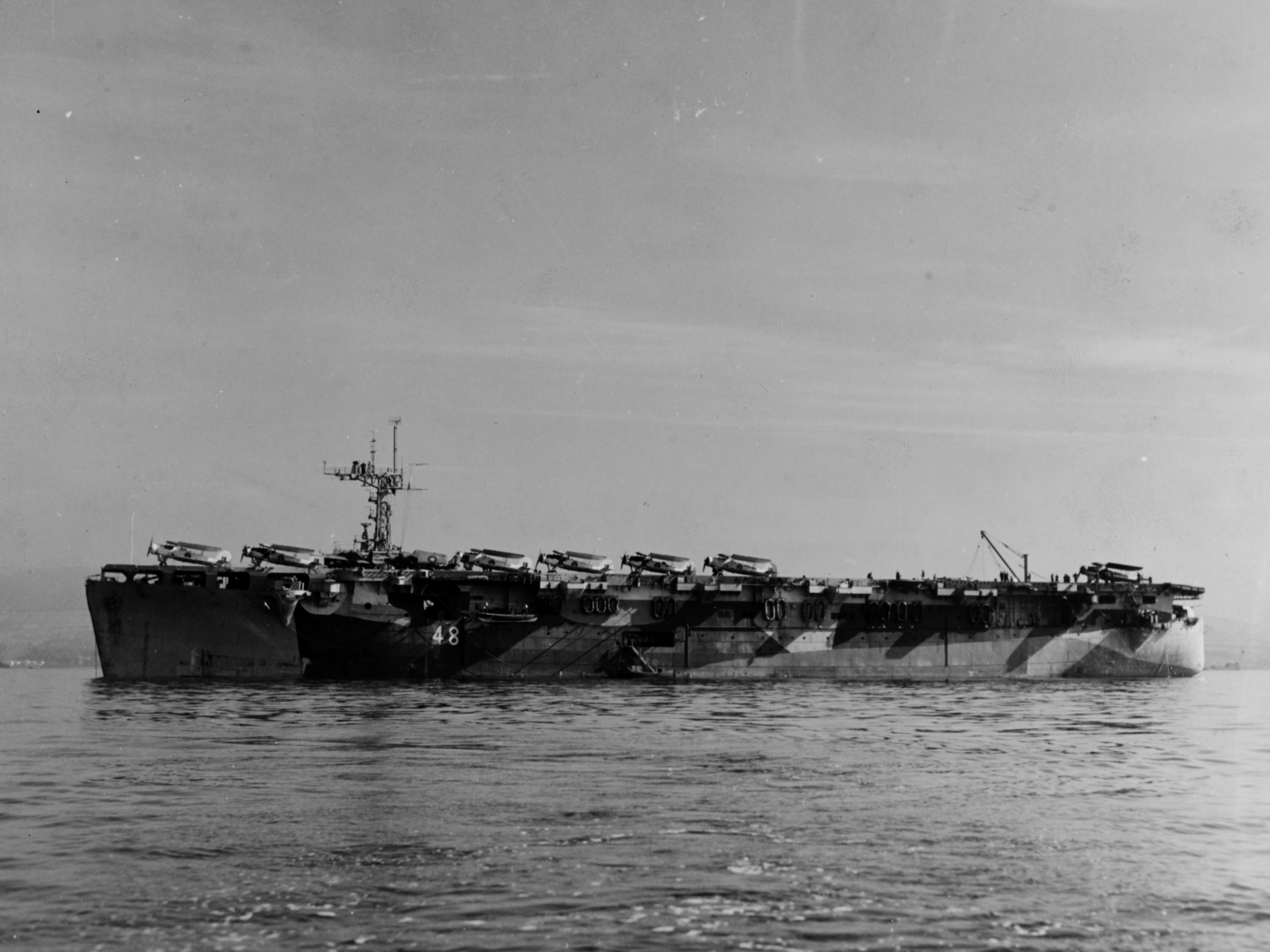
Le Campania en juin 1944.

Le 14 septembre 1944, le Campania est attaché à la Home Fleet qui est déployée à Scapa Flow. Deux jours plus tard, il appareille de Scapa Flow pour l'opération Rigmarole. Il fait partie de l'escorte du convoi JW 60 parti du Loch Ewe le 15 septembre 1944 et se dirigeant vers le Nord de la Russie. Il est composé de 30 navires marchands. Lors du trajet du retour, il appareille de la presqu'île de Kola le 28 septembre et couvre le convoi RA 60, au cours duquel un de ses Swordfish du Sqn 813 (FAA) coule l'U-921. Cependant l'évaluation originale d'après-guerre a changé en décembre 1997. L'attaque du Swordfish lancée contre l'U-921 est en fait une attaque lancée contre l'U-636 et l'U-968 leur infligeant aucun dommage. L'U-921 se signale pour la dernière fois, le 24 septembre 1944, à la position approximative de 74° 45′ N, 13° 50′ E, sur la route de retour vers Narvik en raison de dommages non précisés. Lorsque l'U-921 n'arrive pas à Narvik, il reçoit l'ordre de prendre part à l'opération contre le convoi RA 60 à partir du 29 septembre 1944. Quand le convoi arrive à destination, l'U-921 reçoit l'ordre de rejoindre Narvik. Il ne donne aucune nouvelle de sa position ni de sa date et de son heure d'arrivée dans le port norvégien. Il est alors porté disparu corps et bien. En l'absence d'attaque des forces alliées, on doit tenir compte d'un naufrage. Il n'y a actuellement aucune explication à sa disparition.
Le 21 octobre 1944, le Campania est de retour à Scapa Flow. Deux jours plus tard, il prend part à l'opération Hardy, opération de mouillage de mines devant Lepsö Rev et Haarhamsfjord (Norvège) en compagnie du HMS Trumpeter. La mission s'achève à leur retour le 27 octobre.
Le 1er novembre 1944 débute l'opération Golden, mission de couverture du convoi JW 61A à destination du Nord de la Russie. Le convoi est composé de 29 bâtiments marchands partis du Loch Ewe le 20 octobre. Trois Fulmar sont embarqués avec le 813 Naval air station (en). Au sein du convoi, il y a également deux paquebots transportant 11 000 anciens prisonniers de guerre russes. Un BV 138 est abattu pendant l'opération. Dix jours plus tard, le Campania appareille de la presqu'île de Kola en couverture du convoi RA 61A. au cours duquel il subit des dommages à cause d'une mauvaise météo. Les deux paquebots du convoi retournent avec des marins russes qui vont embarquer sur des navires prêtés par la Royal Navy à la Marine soviétique. Pendant le voyage, un second BV 138 est abattu pendant l'opération qui s'achève le 27 novembre. Le 30 novembre, il reprend la mer pour l'opération Acumen, couvrant le convoi JW 62 pour le Nord de la Russie. Le convoi est composé de 14 navires marchands partis du Loch Ewe le 29 novembre. Des Swordfish effectuent des patrouilles de nuit pendant l'opération. Pendant l'ensemble de la mission, il y a eu 180 heures de vol de jour et 70 heures de nuit.
Le 13 décembre 1944, deux Swordfish du Campania coulent l'U-365 à l'est de Jan Mayen. Le 20 décembre, des réparations sont effectuées dans un chantier naval de la Clyde. Le 16 janvier 1945, le navire retourne à Scapa Flow. Il prend part à une attaque de nuit (opération Winded) le 28 janvier à proximité de Vaagso (Norvège), au cours d'une période de pleine lune, en compagnie du HMS Premier et du HMS Nairana. Pendant que quatre Wildcat du 842 Naval air station prennent l'air, six Swordfish sont armés avec 8 roquettes de 25 livres et des fusées éclairantes. Trois bateaux de pêche norvégiens totalisant 398 tonnes seront envoyés par le fond près de Rovdafjord.
Le 3 février 1945, durant l'opération Hotbed, il couvre le convoi JW 64 pour le Nord de la Russie. Deux semaines plus tard, il quitte la presqu'île de Kola en couverture du convoi RA 64. Soixante-quinze heures de vol ont été effectuées pour l'appui de ce convoi, dix-sept d'entre elles la nuit. Le 1er mars, le Campania atteint la Clyde pour réparations.
Le Campania appareille de Scapa Flow en couverture du convoi JW 65 pour le Nord de la Russie; la mission est baptisé opération Scottish le 12 mars 1945. Le 23 mars, il effectue la mission de retour en couverture du convoi RA 65. Le total des heures de vol pour cette opération est de quatre-vingt-sept, avec dix-neuf de nuit.
Le 7 avril, le navire part en réparations dans un chantier naval de la Clyde, cependant le 5 juin, il touche le quai à sa sortie du chantier. Il part alors de nouveau en réparation à Londres cinq jours plus tard. Après son carénage, le porte-avions est affecté le 11 août au Nore Command (en) pour un défilé militaire. Le 9 septembre, il appareille de Devonport pour Trinidad où se déroule un défilé militaire sans avions en vol. Il repart fin septembre avant d'effectuer de nouveau un aller-retour en octobre-novembre 1945. Le 10 décembre 1945, le Campania arrive à Devonport où il est désarmé, avant d'être mis en réserve (catégorie B) à Rosyth le 30 décembre.

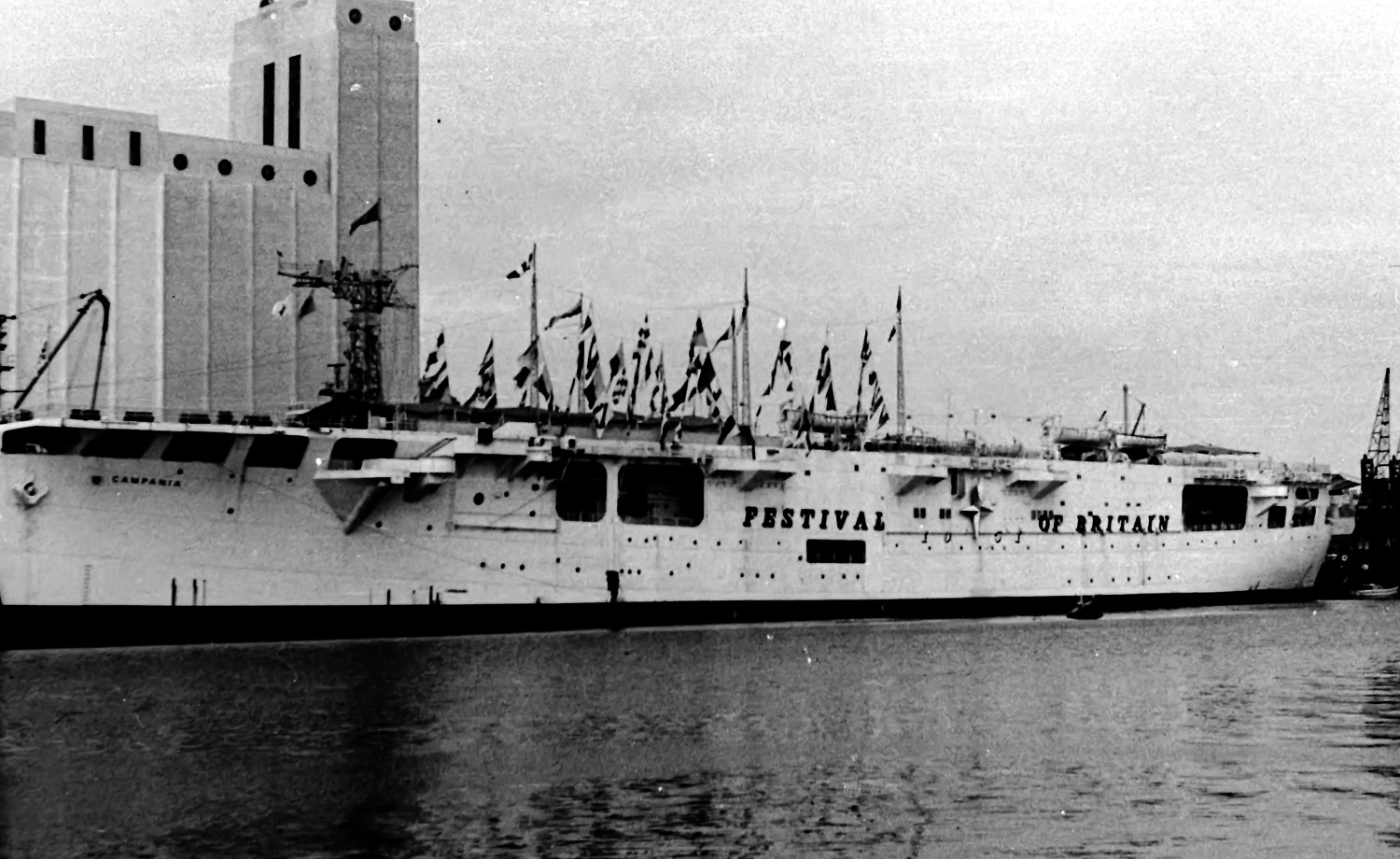
Le Campania au Festival of Britain à Plymouth en 1951.

En 1947, un appel d'offres est lancé pour une conversion en transport d'avions, mais le projet est non retenu. En 1950, il est converti en navire-exposition pour le Festival of Britain qui se déroulera en 1951. Tout le reste de l'année, il est en tournée en Grande-Bretagne. En 1952, le navire est aménagé comme « Quartier Général Britannique flottant » pour les essais de la bombe atomique dans l’île Montebello (opération Hurricane), au Nord-Ouest de l'Australie. Les essais se terminent en octobre 1952 et le Campania retourne en Australie avant de rejoindre le Royaume-Uni en début d'année 1953, où il est mis en réserve à Chatham. Le 11 novembre 1955, le porte-avions est remorqué vers Blyth pour y être démantelé.